# Lauri Koskela
Lauri Koskela (Lapua, 16 maggio 1907 – Baryshevo, 3 agosto 1944) è stato un lottatore finlandese, specializzato nello stile greco-romano.

## Biografia

### Primi anni e militanza politica

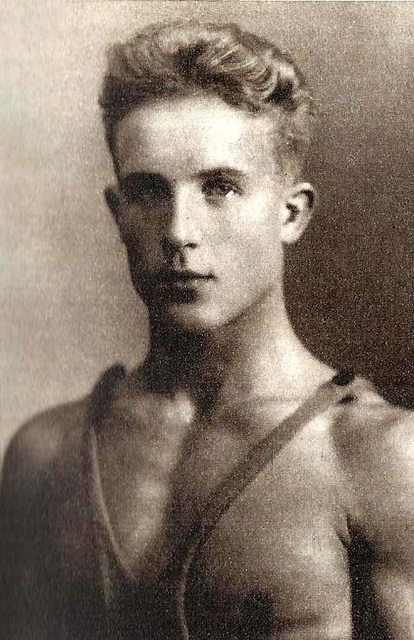
Lauri Koskela

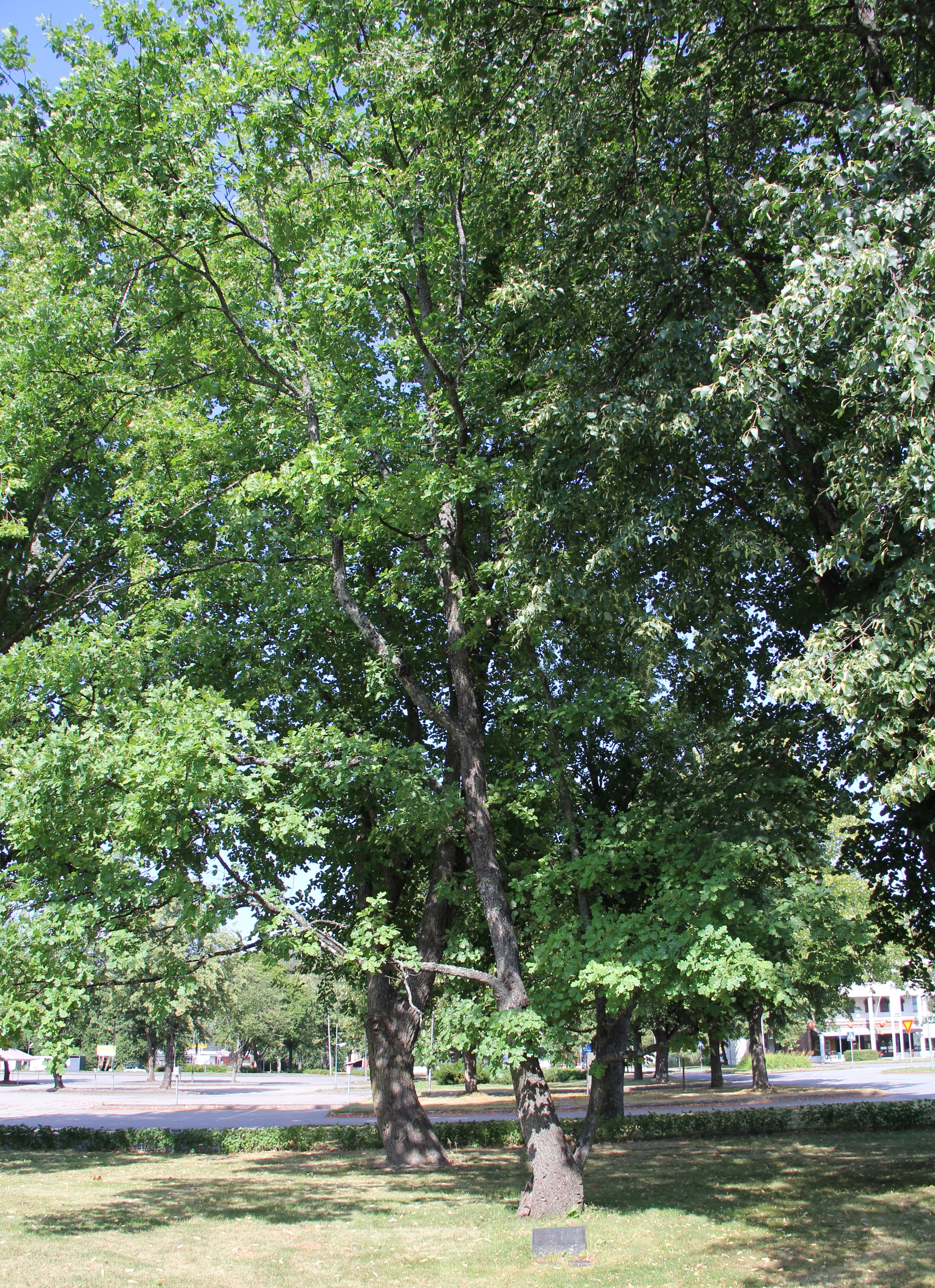
Quercia olimpica dedicata a Lauri Koskela

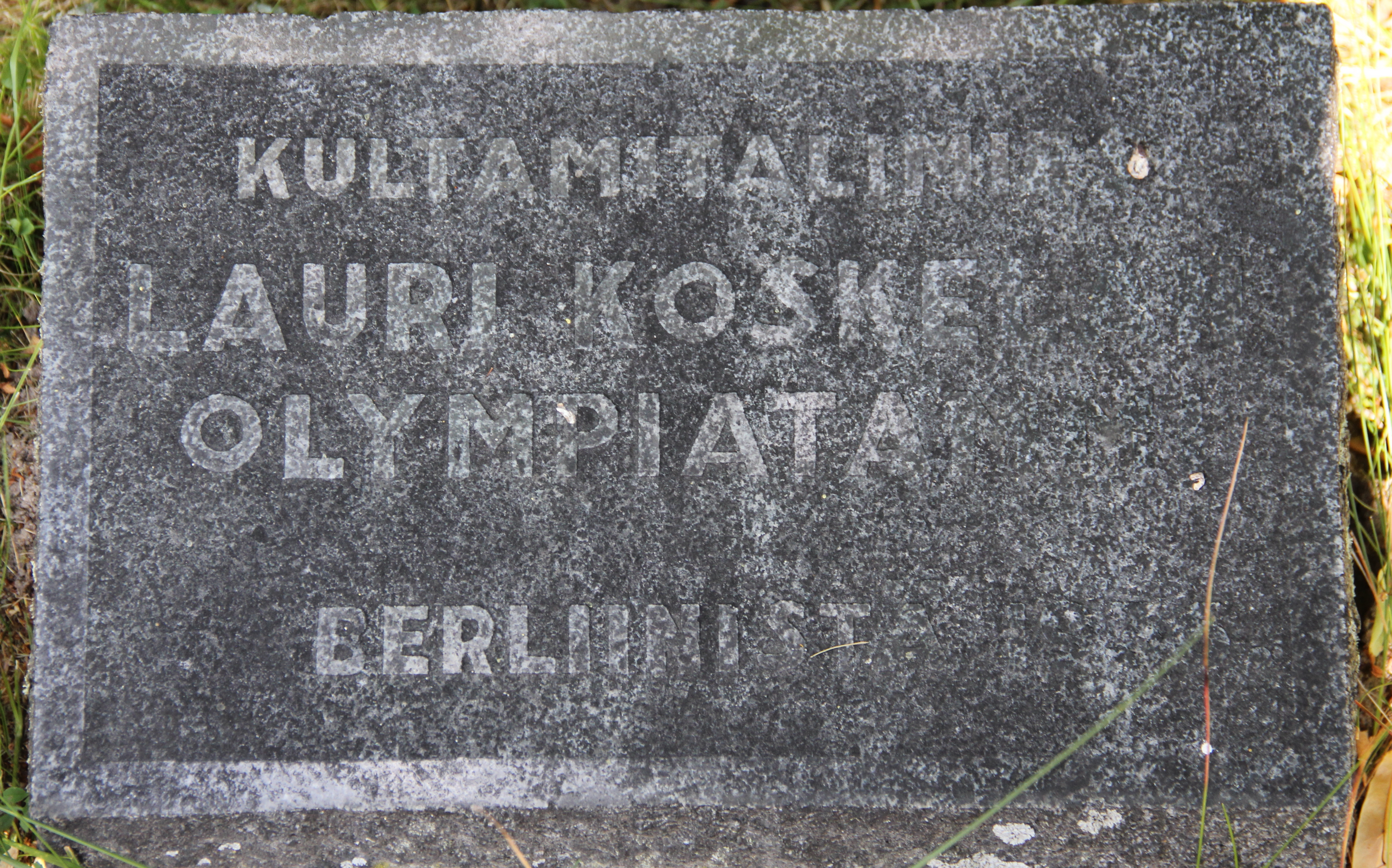
Targa commemorativa della quercia olimpica di Lauri Koskela

Nacque in una famiglia di contadini poveri a Huhtalankylä, Lapua. Quando il padre morì, la vedova dovette occuparsi dei suoi bambini da sola, guadagnandosi da vivere lavorando come lavandaia e addetta alle pulizie. Koskela fu vittima di bullismo a scuola a causa delle sue origini, motivo che lo indusse a praticare sport. Fu interessato all'atletica leggera e al calcio, ma la scelta finale dello cadde sulla lotta olimpica, che praticò nel Lapuan Ponnistuksessa.
Dopo la scuola, lavorò presso la Lapuan Patruunatehtaalla e, contemporaneamente, si unì al sindacato e al Partito Comunista Finlandese. Prese parte ai suoi primi incontri di lotta a metà degli anni venti. Koskela non ha mai partecipato ai campionati dell'Associazione sportiva dei lavoratori (TUL). 
Nel novembre 1929, partecipò alle competizioni nazionali organizzate dal Helsingin Jyry a Helsinki e vinse nella categoria dei 62 kg. La competizione causò un conflitto nella politica sportiva, poiché il comunista Jyry era stato espulso dall'Associazione sportiva dei lavoratori socialdemocratici, che ha ordinato a Koskela ed Elias Tervasmäki di prendere parte allo Lapuan Ponnistuksessa. Tuttavia, il Lapuan Ponnistuksessa si rifiutò e il TUL escluse il club dall'associazione.

### Il cambio di club e carriera
Nel 1930 fu vittima di molestie da parte del movimento di estrema destra a Lapua: fu rapito mentre si trovava nella sua casa e trasportato ad Alajärvi, ma sopravvisse al sequestro senza gravi ferite.
La crescente atmosfera di estrema destra in Finlandia, specialmente in Ostrobotnia, spinse Koskela a un bivio: smettere del tutto di lottare o cambiare club e passare al Lapuan Virkiään, società di estrazione borghese. Nell'autunno del 1930 decise di entrare nei ranghi del Lapuan Virkiään, conscio delle proprie capacità e delle possibilità di successo anche a livello internazionale. Come militante di sinistra, sarebbe certamente stato escluso dalla convocazione in nazionale e non avrebbe potuto prendere parte alle grandi manifestazioni internazionali, come, ad esempio, le Olimpiadi.
Vinse il suo primo campionato finlandese nel 1932 e nello stesso anno rappresentò la Finlandia ai Giochi olimpici estivi di Los Angeles 1932, vincendo la medaglia di bronzo nel torneo dei pesi piuma: perse l'incontro d'apertura contro l'italiano Giovanni Gozzi dopo soli 48 secondi, ma alla fine giunse terzo in classifica, alle spalle di questo e del tedesco Wolfgang Ehrl, con cui perse ai punti nella finale per l'argento.
Agli europei di Copenaghen 1936 si laureò campione continentale nella categoria dei pesi leggeri.
Fece la sua seconda apparizione olimpica a Berlino 1936, laureandosi campione della categoria dei pesi leggeri, precedendo sul podio il danese Abraham Kurland ed il tedesco Wolfgang Ehrl.
Vinse il suo secondo titolo continentale agli europei di Parigi 1937, davanti allo svedese Herbert Olofsson ed al tedesco Fritz Weikart, e il terzo a quelli di Tallinn 1938, prevalendo sul tedesco Heinrich Nettesheim e lo svedese Gösta Andersson. Agli europei di Oslo 1939 fu terzo, dietro allo svedese Gösta Andersson ed al turco Yasar Dogu.
Nella vita, fu un uomo tranquillo e modesto. Divenne un personaggio noto, che impressionò per la sua avvenenza e fu elogiato come "Adone del Nord". Ricevette molte lettere di ammirazione.

### La guerra e la morte
Partecipò sia alla Guerra d'Inverno che a quella di continuazione. Dopo la fase offensiva della Guerra di Continuazione, fu licenziato a causa della sua età, ma fu riassegnato al fronte nel 1944 durante la Grande invasione sovietica. Ebbe il grado di caporale. Morì nel corso della battaglia di Äyräpää-Vuosalmi, durante la guerra di continuazione tra Finlandia e Unione Sovietica, il 3 agosto 1944, all'età di 37 anni, vicino a Baryshevo, nell'oblast di Leningrado, all'epoca parte della Finlandia.